# Benno Scharpenberg
Benno Scharpenberg (* 9. Mai 1957 in Warendorf) ist ein deutscher Jurist und war zwischen 2010 und 2024 der Präsident des Finanzgerichts Köln.

## Leben
Benno Scharpenberg war nach Ablegung des Zweiten Juristischen Staatsexamens von 1986 bis 1992 im höheren Dienst der Finanzverwaltung des Landes Nordrhein-Westfalen tätig. Danach begann er 1992 als Richter beim Finanzgericht Münster. Von April 1994 bis März 1996 war er als wissenschaftlicher Mitarbeiter an den Bundesfinanzhof und von Oktober 1998 bis Mai 2000 als Referent eines Untersuchungsausschusses an die Verwaltung des Landtags Nordrhein-Westfalen abgeordnet. Ab September 2003 war er im Justizministerium Mecklenburg-Vorpommern als Referatsleiter tätig. Am 1. April 2005 wurde er zum Präsidenten des in Greifswald ansässigen Finanzgerichts Mecklenburg-Vorpommern ernannt, dem er bereits seit Januar 2005 als Vize-Präsident angehörte. Vom 6. November 2010 bis zu seiner Pensionierung am 31. Mai 2024 war er Präsident des Finanzgerichts Köln. Seit März 2018 ist er zudem stellvertretendes Mitglied des Verfassungsgerichtshofs für das Land Nordrhein-Westfalen. Seit dem 25. September 2024 ist er als Rechtsanwalt zugelassen und als Steuerberater bestellt und als Of Counsel bei LHP in Köln tätig.
Scharpenberg ist verheiratet und Vater von drei Kindern.